# Tajemniczy opiekun
Tajemniczy opiekun (ang. Daddy-Long-Legs) – powieść dla młodzieży autorstwa amerykańskiej pisarki Jean Webster. Po raz pierwszy została wydana w 1912 roku.
W Polsce po raz pierwszy została wydana w roku 1926 przez Bibljotekę Dzieł Wyborowych w tłumaczeniu Róży Cetnerszwerowej, pod tytułem Długonogi Iks.

## Fabuła utworu
Siedemnastoletnia Agata Abbot (w oryginale Jerusha Abbot) całe życie spędziła w sierocińcu – Domu Wychowawczym im. Johna Griera. Jej los odmienia się nieoczekiwanie, gdy jeden z opiekunów placówki przypadkiem odkrywa jej talent literacki i funduje stypendium umożliwiające ukończenie ekskluzywnego college'u. Dobroczyńca pragnie pozostać anonimowy – Agata nie zna nawet jego nazwiska. Musi jednak co miesiąc informować go listownie o swoich postępach w nauce i życiu w college'u. Dziewczyna z zapałem wywiązuje się z zadania. W pełnych humoru kilkunastostronicowych epistołach barwnie opisuje swoje codzienne przygody. Tożsamość tajemniczego opiekuna Agata – wraz z czytelnikiem – odkrywa na ostatniej stronie powieści.

## Ekranizacje
- 1919: Długonogi tata, film z Mary Pickford w roli głównej;
- 1955: Daddy Long Legs, komedia muzyczna z Fredem Astaire'em i Leslie Caron;
- 1990: Tajemniczy opiekun (jap. 私のあしながおじさん Watashi no ashinaga ojisan), japoński 40-odcinkowy serial animowany wyprodukowany przez Nippon Animation. W Polsce, wyemitowany na antenie TVP2 w 1993 roku. W serialu zmieniono imię głównej bohaterki na Judy Davis.